# Senja (nationale toeristenweg)

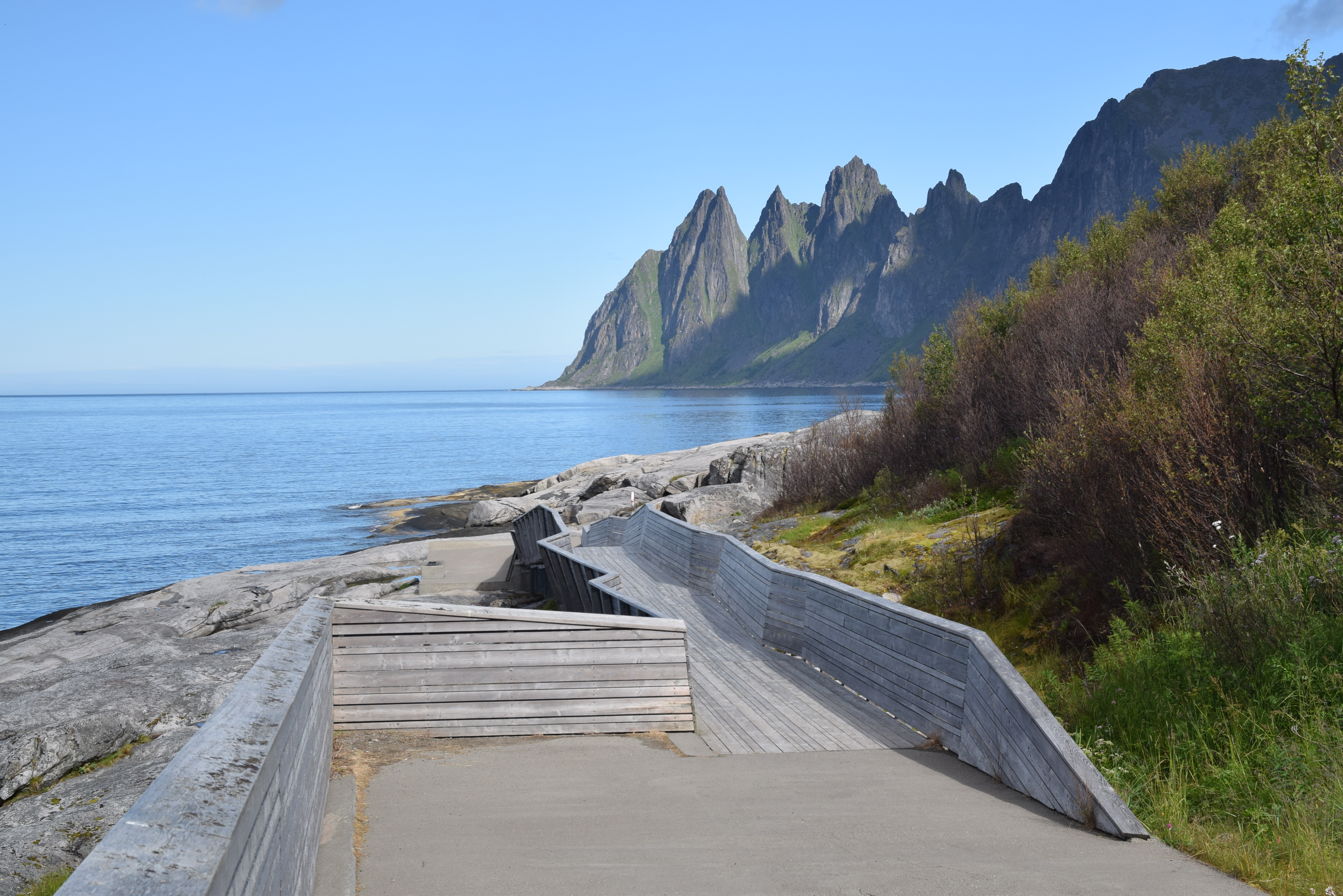
Tungeneset

Senja is een nationale toeristenweg op Senja in Noorwegen. De bewegwijzerde route is 102 kilometer lang en loopt van Gryllefjord tot Botnhamn. Stopplaatsen zijn Mefjordvær, Ersfjordstranda, Tungeneset, Bergbotn. 